# Chevrolet Fleetline
Chevrolet Fleetline – samochód osobowy klasy wyższej produkowany pod amerykańską marką Chevrolet w latach 1941–1942.

## Historia i opis modelu

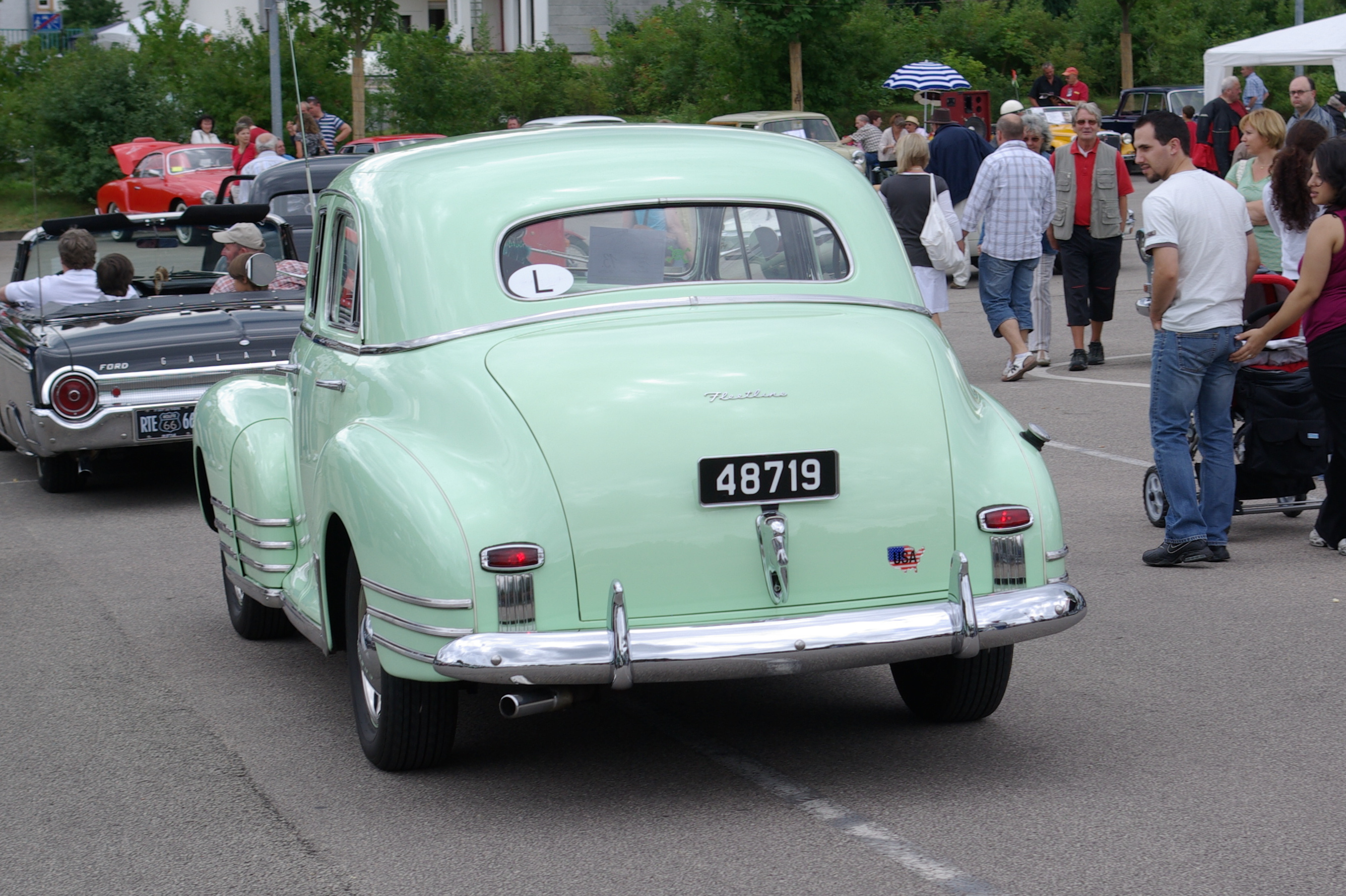
Chevrolet Fleetline sedan 4-d z 1948 - tył

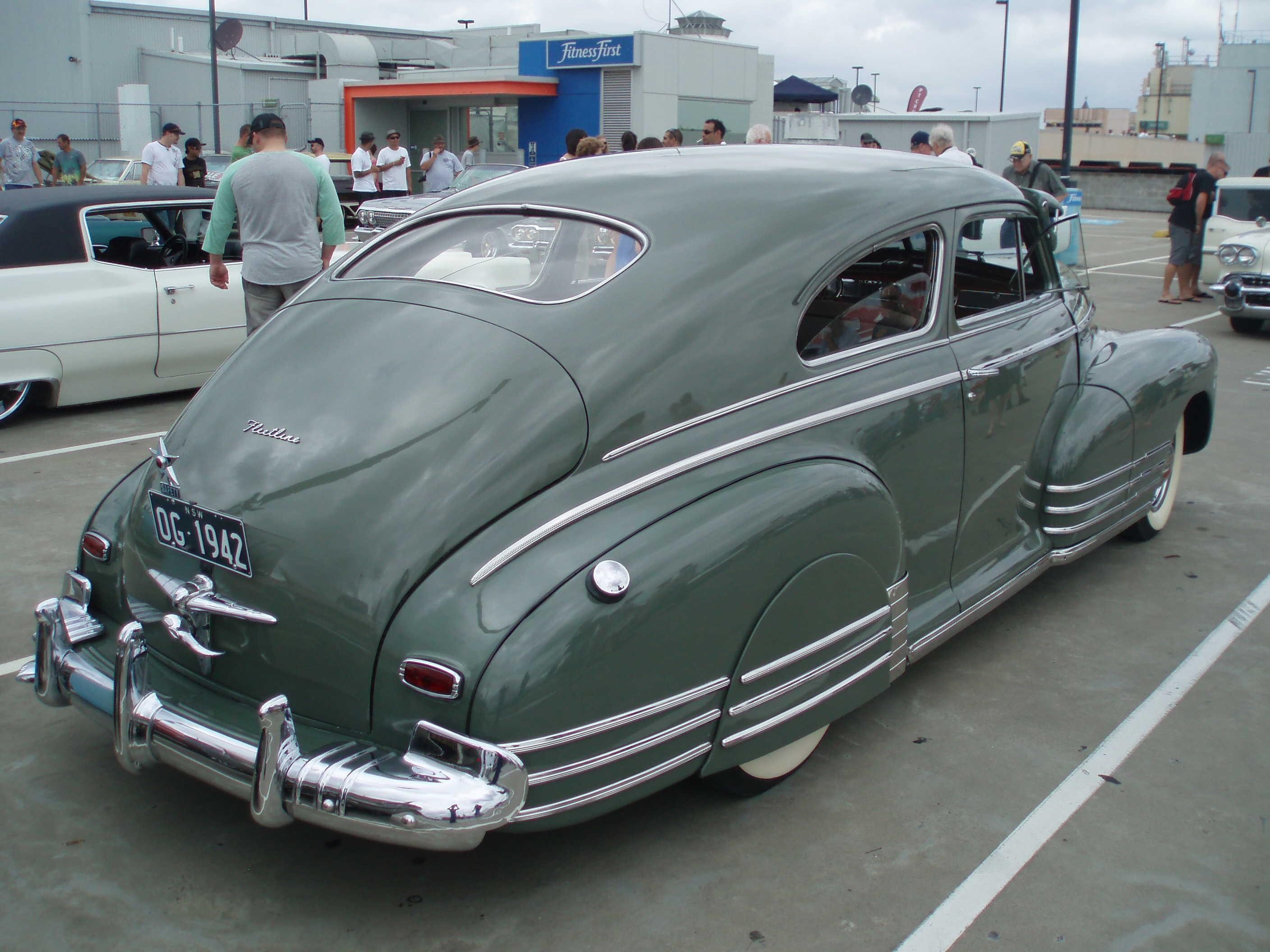
Chevrolet Fleetline Aerosedan z 1942

### Model 1941 i 1942
Model Fleetline pojawił się w ofercie Chevroleta wiosną 1941 roku jako sztandarowy model marki. Technicznie stanowił podserię modelu Special DeLuxe, oznaczaną takim samym kodem fabrycznym AH. Marketingowo był pozycjonowany jako osobny model, lecz przed wojną nosił nadal na bokach maski silnika oznaczenie: „Special Deluxe”. W pierwszym roku oferowany był tylko jako czterodrzwiowy sedan, z nadwoziem różniącym się od zwykłego sedana Special DeLuxe profilem dachu, bez okienek za tylnymi drzwiami, za to z uchylnymi trójkątnymi szybkami obok zwykłych szyb w tylnych drzwiach. W 1942 roku doszedł drugi wariant nadwozia: dwudrzwiowy sedan o profilu fastback, oznaczony Aerosedan, podczas gdy czterodrzwiowy sedan oznaczono Sportmaster. Aerosedan odróżniał się ponadto dachem niższym o 14 cm (5,5 cala). Oba modele Fleetline wyróżniały się trzema ozdobnymi stalowymi paskami na błotnikach za wycięciami kół. Ponadto, w Chevroletach modelu 1942 roku zmieniono atrapę chłodnicy, która miała grubsze poziome żebra i światła parkingowe w bocznych obramowaniach, wprowadzono wydłużone błotniki przednie zachodzące na przednie drzwi i otwierające się razem z nimi, oraz zmieniono maskę silnika. Model Fleetline w 1942 roku stanowił nadal podserię Special DeLuxe (kod BH).
Samochód był napędzany, podobnie jak pozostałe modele Chevroleta, przez silnik rzędowy 6-cylindrowy górnozaworowy OHV o pojemności skokowej 216,5 in³ (3,5 l), z jednogardzielowym gaźnikiem, rozwijający moc brutto 90 KM. Napęd przenoszony był na koła tylne przez trzybiegową skrzynię mechaniczną. Opony miały rozmiar 6×16 cali. Rozstaw osi wynosił 116 cali (2946 mm). Koło zapasowe przewożono pionowo w bagażniku.
Nowy dwudrzwiowy sedan z atrakcyjnym nadwoziem fastback okazał się atrakcyjną odmianą i najpopularniejszym modelem Chevroleta w 1942 roku modelowym (61 855 sztuk), przy czym w cenie od 880 dolarów był tylko o 25 dolarów droższy od zwykłego dwudrzwiowego sedana Special DeLuxe. W tym roku wyprodukowano jeszcze 14 530 sedanów Sportmaster (cena 920 dolarów). Samochody tego rocznika były produkowane od września 1941 roku, a z końcem stycznia 1942 roku produkcja samochodów osobowych została wstrzymana z uwagi na przystąpienie USA do II wojny światowej.
Chevrolet Fleetline przyjął klasyczne dla amerykańskiej motoryzacji lat 40. XX wieku proporcje charakteryzujące się płynnymi liniami nadwozia, masywnymi błotnikami i ostro zakończoną tylną częścią nadwozia.

### Model 1946
Po II wojnie światowej Chevrolet wznowił produkcję samochodów, stanowiących poddaną niewielkiemu liftingowi przedwojenną konstrukcję, lecz pod nowymi nazwami modeli. Od 5 listopada 1946 roku wznowiono produkcję modelu Fleetline, lecz tym razem jako podserii Chevroleta Fleetmastera (kod fabryczny DK). W stosunku do poprzedniego modelu zmianę stanowiła głównie szeroka, prosta w formie, lecz elegancka atrapa chłodnicy, którą tworzyły cztery chromowane poziome poprzeczki w obramowaniu zagiętym w dół po obu stronach. Dolna poprzeczka była dłuższa i wraz z równoległym dolnym obramowaniem atrapy obejmowała na końcach prostokątne światła parkingowe. Na nosie maski była zmieniona ozdoba i emblemat firmowy, z charakterystycznymi dla tego rocznika skrzydełkami skierowanymi do góry. Przez całą długość nadwozia na poziomie klamek poprowadzona była dekoracyjna listwa stalowa, na której w tym roku znajdowała się w przedniej części nazwa modelu: „Fleetline”. Przemodelowano również zderzaki, które były szersze i lekko zachodzące na boki. Nadal model Fleetline miał dodatkowo trzy ozdobne stalowe paski na błotnikach za wycięciami kół.
Ceny bazowe wynosiły 1249 dolarów za 2-drzwiowy Aerosedan i 1309 dolarów za 4-drzwiowy, który otrzymał oznaczenie Sportsman Sedan. W osobno płatnym wyposażeniu dodatkowym było m.in. ogrzewanie, spryskiwacze szyby i radio. Wyprodukowano w tym roku na rynek USA 65 433 samochodów Fleetline, w tym 57 932 dwudrzwiowych. Chevrolet Fleetline plasował się w najtańszym popularnym segmencie rynku amerykańskiego, konkurując z samochodami takimi jak Ford Super Deluxe, Plymouth Special DeLuxe i Nash 600. Samochody produkowane były w fabrykach Chevroleta w Atlancie, Baltimore, Buffalo, Flint, Janesville, Kansas City, Norwood, Oakland, Saint Louis i Tarrytown.

### Wersje wyposażeniowe
- Blue Fame
- Overdrive

### Silnik
- L6 3.5l 90 KM